# فرانك وير
فرانك وير (21 يناير 1903 في نيوزيلندا - 17 يونيو 1969) (بالإنجليزية: Frank Weir)‏ هو لاعب كريكت نيوزلندي.

## وصلات خارجية
- فرانك وير على موقع إي آس بي آن كريك إنفو (الإنجليزية)